# Вестре
Вестре (нім. Westre) — громада в Німеччині, розташована в землі Шлезвіг-Гольштейн. Входить до складу району Північна Фризія. Складова частина об'єднання громад Зюдтондерн.
Площа — 19,13 км2. Населення становить 358 ос. (станом на 31 грудня 2020).